# 웹 리소스
웹 리소스(web resource), 간단히 리소스(resource)는 식별 가능한 대상으로, 디지털이거나 물리적이거나, 추상적인 대상이다. 리소스는 URI를 사용하여 식별한다. 시맨틱 웹에서 웹 리소스와 웹 리소스의 시맨틱 속성은 자원 기술 프레임워크를 사용하여 기술된다.

## 같이 보기
- 웹 서비스